# Asioreas brodskyi
Asioreas brodskyi är en tvåvingeart som beskrevs av Peter Zwick 2006. Asioreas brodskyi ingår i släktet Asioreas och familjen Blephariceridae. Inga underarter finns listade i Catalogue of Life.